# José Fontana (futebolista)

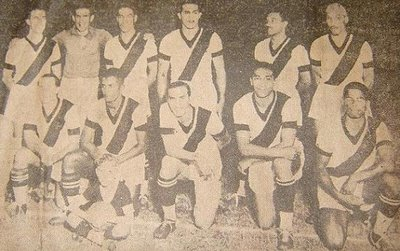
Vasco em 1938: Poroto, Rey, Zé Luiz, Calocero, Rapha, Zarzur, Lindo, Alfredo I, Niginho, Feitiço e Luna.

José Fontana (Curitiba, 19 de março de 1912 — Curitiba, 3 de abril de 1986), também conhecido como Rey, foi um futebolista brasileiro que atuava como goleiro. José foi casado com a cantora Aracy de Almeida e foi tio-avô do goleiro Gerson Dall'Stella (campeão brasileiro de 1985 pelo Coritiba F.C.).

## Carreira
Após ser gandula do clube alviverde curitibano, iniciou a carreira no Coritiba Foot Ball Club e suas boas apresentações o levaram ao Vasco da Gama, que após a saída de Jaguaré para o Barcelona, sofria com a falta de um grande goleiro.
Também jogou no Bonsucesso Futebol Clube, Bangu Atlético Clube, Associação Portuguesa de Desportos e no Clube Atlético Bragantino.

### Seleção Brasileira
Em fevereiro de 1935, foi convocado para a Seleção Brasileira para um jogo amistoso contra o Club Atlético River Plate. Seu ciclo na seleção foi completado em mais dois jogos: 27 de dezembro de 1936, quando o Brasil jogou com a Seleção do Peru pelo Campeonato Sulmericano e em 13 de janeiro de 1937, quando o Brasil jogou com o Paraguai, também pelo Campeonato Sulamericano.

## Morte
Após aposentar-se, retornou para Curitiba, onde morreu em 3 de abril de 1986, aos 74 anos, em decorrência de um câncer.

## Títulos
Coritiba
- Campeonato Paranaense: 1931
- Liga Curitibana: 1931

Vasco da Gama
- Campeonato Carioca: 1934 e 1936
- Taça dos Campeões Estaduais Rio–São Paulo de 1936: 1937
- Troféu da Paz: 1937

Seleção Carioca
- Campeonato Brasileiro de Seleções Estaduais: 1935